# Шишкинська сільська рада (Тальменський район)
Ши́шкинська сільська рада (рос. Шишкинский сельский совет) — сільське поселення у складі Тальменського району Алтайського краю Росії.
Адміністративний центр — село Шишкино.

## Населення
Населення — 755 осіб (2019; 771 в 2010, 897 у 2002).

## Склад
До складу сільської ради входять:
| Населений пункт  | Населення, осіб (2002) | Населення, осіб (2010) |
| ---------------- | ---------------------- | ---------------------- |
| Усть-Чумиш, село | 69                     | 74                     |
| Шишкино, село    | 533                    | 454                    |
| Язово, село      | 295                    | 243                    |